# Назли Толга Бренинмајер
Назли Толга Бренинмајер (тур. Nazlı Tolga Brenninkmeyer, хол. Nazlı Tolga Brenninkmeijer; 8. новембар 1979) је турско-холандска новинарка и телевизијска водитељка. Толга је била водитељка водећег програма о домаћим и спољним пословима FOX ANA HABER и Nazlı Tolga ile Haber Masası .
Назли Толга је рођен у Анкари . Рођена је у муслиманско-турској породици из Самсуна и Малатије у Анкари. Течно говори турски, холандски, бразилски португалски и енглески. Након завршене основне и средње школе на Америчком колеџу у Истанбулу, похађала је Универзитет Мармара, Факултет за комуникације - водећу институцију комуниколошког образовања и студија у Турској. Студирала је на Одсеку за новинарство. Толга је своју новинарску каријеру започела у Каналу Ду Хабер 1998. године. Радила је на Схов ТВ, Скитурк и Фок. Удала се за холандског бизнисмена Лоренса Бренинмајера у катедрали Светог Духа у Истанбулу у септембру 2013. године. Живи у Бразилу, Лондону и Шангају . Римокатоличка је од 2013.   Протеклих година Толга је постала мајка две девојчице. 

## ТВ програми
- Канал Д Геце Хаберлери (Kanal D, 1998 - 2002 )
- Nazlı Tolga ile Haber Masası (Скитурк, 2004 - септембар 2007 )
- SHOW HABER (2002–2003 )
- FOX ANA HABER (2008 – 2010 )
- Nazlı Tolga ile Haber Masası (3. септембар 2007. - 14. јун 2013. )